# Прометеев аккорд

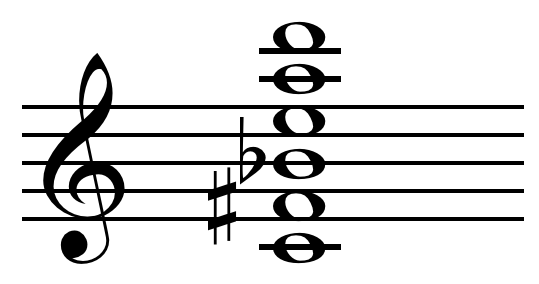
Прометеев аккорд Скрябина

Прометеев аккорд (прометеевский аккорд, прометеевское шестизвучие) — звуковой комплекс квартовой структуры (аккорд), который использовался А. Н. Скрябиным в «Поэме огня» в качестве основы для одновременных и последовательных музыкальных звукосочетаний. Этот способ музыкальной дедукции, заключавшийся в создании музыкальной ткани из определённой структуры, являлся новаторским для 1910 года (когда была закончена работа над музыкальной поэмой) и неоднократно использовался впоследствии.
В «Поэме огня» Скрябин отказался от общепринятых гармонически-тонических принципов, а прометеев аккорд стал причиной дискуссий в музыкальном мире. Впоследствии специалисты его называли «знаменем музыкального мышления новой стилистической эпохи», а также «вратами в область авангардного музыкального мышления XX века». Вслед за прометеевым аккордом ещё одним примером новой гармонии стал аккорд Петрушки Стравинского.
По мнению некоторых искусствоведов, прометеев аккорд также является примером космической темы в творчестве Скрябина.
Аккорд состоит из следующих звуков: до, фа-диез, си-бемоль, ми, ля, ре.